# GLADIATOR × DEMOLITION Vol.2
GLADIATOR × DEMOLITION Vol.2は、日本の総合格闘技団体「GLADIATOR」の大会の一つ。
2018年9月2日、大阪府堺市の堺市産業振興センターで開催された。

## 大会概要
前大会に続き、関西を中心に活動するMMA団体、GLADIATORとDEMOLITION（DXFC）の対抗戦第二弾が開催された。今大会ではGLADIATORとDXFCの王座戦が4試合も組まれ、メインイベントはレッツ豪太がチョモランマ1/2を迎え撃つGLADIATORウェルター級王座防衛戦に。なおMIKEの挑戦を受ける予定であったGLADIATORフェザー級王者の大道翔貴が脱水症状を起こし、計量を欠席。GLADIATOR櫻井雄一郎代表は大道のタイトル剥奪と、両者の試合をキャッチウェイトのノンタイトル戦で行うことを検討するも、最終的にはMIKEが勝利したのみ試合が成立するという変則タイトルマッチとして行われることとなった。。

## 試合結果
オープニングファイト フライ級 5分1R
○  若松翼 vs.  田中スネ夫ハヤト ×
1R 1:29 TKO
第1試合 GLADIATOR×DEMOLITION対抗戦 フェザー級 5分2R
○  宮﨑龍貴 vs.  楠本忍 ×
1R 1:32 TKO
第2試合 GLADIATOR×DEMOLITION対抗戦 ライト級 5分2R
○  井上啓太 vs.  飯田健夫 ×
2R 4:24 TKO
第3試合 GLADIATOR×DEMOLITION対抗戦 ライト級 5分2R
○  友實竜也 vs.  徳野"一心"一馬 ×
判定2-1
第4試合 GLADIATOR×DEMOLITION対抗戦 フェザー級  5分2R
○  中川皓貴 vs.  鈴木敦順 ×
判定2-0
第5試合 GLADIATOR×DEMOLITION対抗戦 バンタム級 5分2R
○  上嶋佑紀 vs.  林優作 ×
1R 1:27 TKO
第6試合 GLADIATOR×DEMOLITION対抗戦 バンタム級 5分2R
△  宮城友一 vs.  藤田健吾 △
ドロー 1-0
第7試合 GLADIATOR×DEMOLITION対抗戦 ライト級 5分2R
△  網本規久 vs.  中西聡 △
ドロー 1-0
第8試合 プロフェッショナルレスリング 15分1本勝負
－  池本誠知 vs.  船木誠勝 －
第9試合 GLADIATORフライ級タイトルマッチ 5分3R
○  NavE vs.  加マーク納 ×
判定2-1
※NavEが第3代GLADIATORフライ級王者に
第10試合 DXFCウェルター級王座決定戦 5分3R
○  石川史俊 vs.  堂垣善史 ×
3R 4:15 リアネイキドチョーク
※石川史俊が第5代DXFCウェルター級王者に
第11試合 GLADIATORフェザー級タイトルマッチ 5分3R
○  MIKE vs.  大道翔貴 ×
判定2-1
※MIKEが第2代GLADIATORフェザー級王者に
第12試合 GLADIATORウェルター級タイトルマッチ 5分3R
○  レッツ豪太 vs.  チョモランマ1/2 ×
1R 0:13 KO
※レッツ豪太が2度目の王座防衛に成功